# Gypsophila filipes
Gypsophila filipes är en nejlikväxtart som först beskrevs av Pierre Edmond Boissier, och fick sitt nu gällande namn av Boris Konstantinovich Schischkin. Gypsophila filipes ingår i släktet slöjor, och familjen nejlikväxter. Inga underarter finns listade i Catalogue of Life.